# Eparchia di Pskov

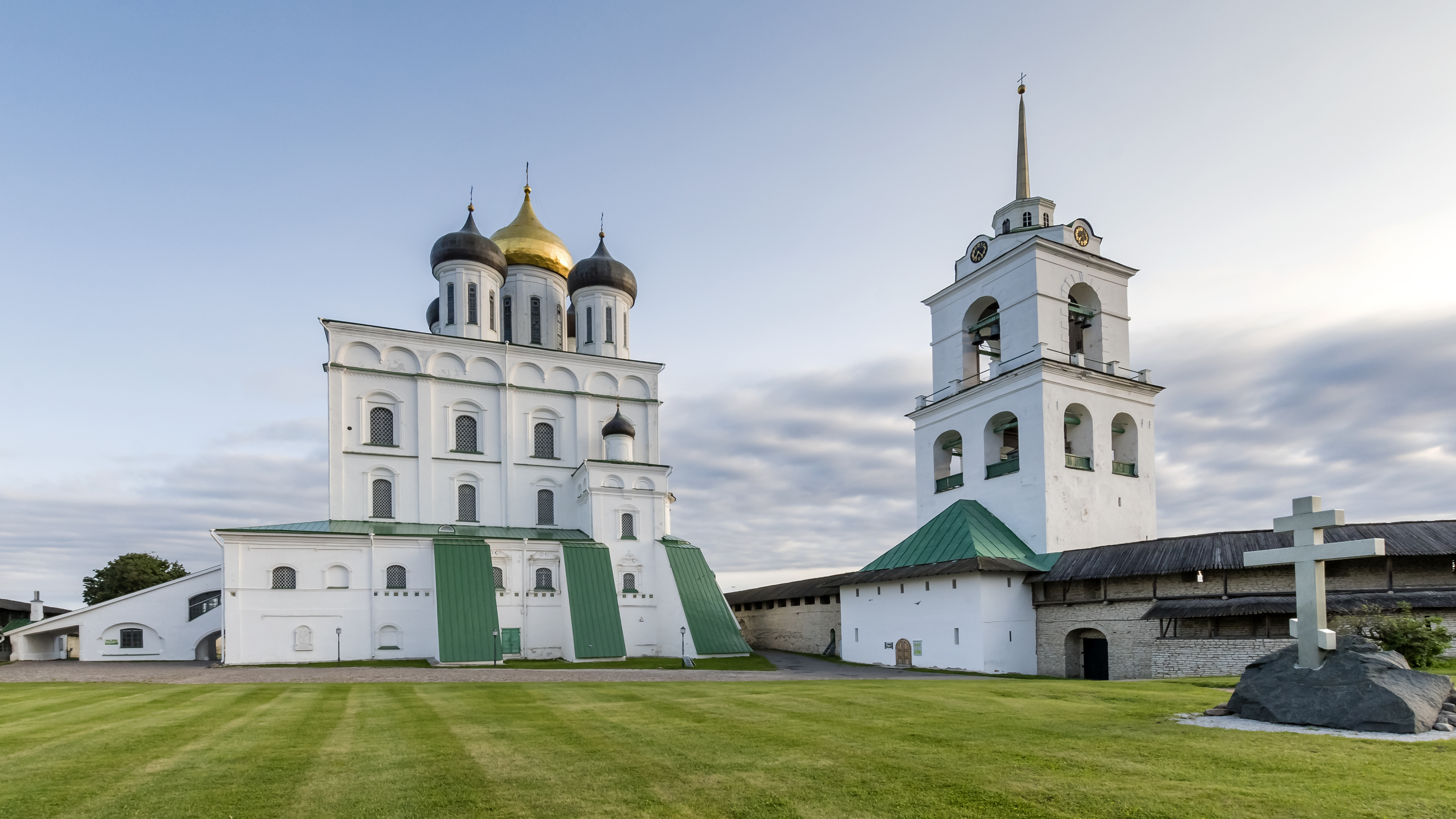
La cattedrale della Trinità di Pskov.

L'eparchia di Pskov (in russo Псковская епархия?) è una diocesi della Chiesa ortodossa russa, appartenente alla metropolia di Pskov.

## Territorio
L'eparchia comprende la città di Pskov e i rajon Pskovskij, Ostrovskij, Dedovičskij, Dnovskij, Porchovskij, Strugo-Krasnenskij, Pljusskij, Gdovskij, Pečorskij, Palkinskij e Pytalovskij nell'oblast' di Pskov nel circondario federale nordoccidentale.
Sede eparchiale è la città di Pskov, dove si trova la cattedrale della Trinità.
L'eparca ha il titolo ufficiale di «metropolita di Pskov e Porchov».

## Storia
L'eparchia fu eretta nel 1589 per separazione dall'eparchia di Novgorod. Inizialmente, comprendeva cinque città e contee più vicine a Pskov: Pskov, Izborsk, Ostrov, Opočka e Gdov. Verso la metà del XVIII secolo si ampliò comprendendo anche la città e il territorio di Velikie Luki.
Dal 1763 al 1850 i suoi vescovi ebbero il titolo "di Pskov e Riga" poiché ebbero giurisdizione ecclesiastica su Estonia, Curlandia e Livonia finché non fu fondata l'eparchia di Riga.
Il 25 dicembre 2014 ha ceduto una porzione del proprio territorio a vantaggio dell'erezione dell'eparchia di Velikie Luki e contestualmente è entrata a far parte della metropolia omonima.